# J.F. Kennedy (métro de Rennes)
Pour les articles homonymes, voir Kennedy et JFK.
J.F. Kennedy, abrégée en Kennedy sur une partie de la signalétique, est une station de la ligne A du métro de Rennes, dont elle est le terminus nord-ouest, située dans le quartier de Villejean à Rennes dans le département français d'Ille-et-Vilaine en région Bretagne.
Mise en service en 2002, elle a été conçue par l'architecte Manuelle Gautrand.
C'est une station, équipée d'ascenseurs, qui est accessible aux personnes à mobilité réduite.

## Situation sur le réseau
Établie en souterrain (tranchée couverte) sous le cours John Fitzgerald Kennedy, la station J.F. Kennedy est située sur la ligne A, dont elle est l'un des terminus, précédant la station Villejean - Université (en direction de La Poterie).

## Histoire
La station J.F. Kennedy est mise en service le 15 mars 2002, lors de l'ouverture à l'exploitation de la ligne A. Son nom a pour origine le cours John Fitzgerald Kennedy, sous lequel elle se trouve au cœur du quartier de Villejean, du nom du 35e président des États-Unis (1917-1963).
La construction de la station débute en 1997, le gros œuvre est terminé à l'été 1999, suivi par la pose de la dalle de verre entre décembre 1999 et janvier 2000 ; le second œuvre (sols, plafonds, garde-corps, portes palières, etc.) débute dans la foulée et s'achève en janvier 2002 en même temps que les aménagements de surface,. C'est à cette station que le prototype du mât signalétique a été installé.
Elle est réalisée par l'architecte Manuelle Gautrand, qui a dessiné une station, dont les quais sont situés à 8,34 mètres sous la surface, sur deux niveaux : une salle des billets au niveau -1 et le quai unique au niveau -2. La salle des billets est éclairée de façon naturelle grâce à une dalle de verre de 113 m2. Elle est équipée pour permettre son accessibilité aux personnes à mobilité réduite (PMR). Sa construction s'est inscrite dans le renouvellement urbain du quartier et la réhabilitation de la dalle.
La station a la particularité d'être la seule du réseau à ne disposer que d'un quai de 30 m de long côté nord, la voie côté sud n'est utilisée que pour le garage des rames. Elle ne dispose pas non plus d'une vraie arrière-gare, la zone de manœuvre étant placée en avant-gare, elle ne sert qu'au garage de rames. Ce choix, contraignant en termes d'exploitation, résulte d'une volonté de réduction des coûts. En revanche, son aménagement tient compte d'un éventuel prolongement de la ligne jusqu'au quartier Beauregard.
Dès avril 2003, la construction du parc relais débute. Il est mis en service le 16 août 2005,.
Elle est la huitième station la plus fréquentée de la ligne A avec un trafic journalier cumulé de près de 14 721 montées et descentes en 2009.

## Service des voyageurs

### Accès et accueil
La station dispose de trois accès, répartis autour du puits de lumière sur le cours Kennedy :
- Un escalier, côté ouest, donnant accès à la salle des billets ;
- Un escalier couplé à un escalier mécanique, côté est, donnant lui aussi accès à la salle des billets ;
- Un ascenseur desservant tous les niveaux de la station côté nord.

Cette salle des billets est elle-même reliée au quai par un second escalier, plus un autre escalier mécanique lui faisant face.
La station est équipée de distribteurs automatiques de titres de transport et de portillons d'accès couplés à la validation d'un titre de transport, opérationnels à partir du 1er décembre 2020 concomitamment au nouveau système billettique, afin de limiter la fraude. La décision de modification a été confirmée lors du conseil du 30 avril 2015 de Rennes Métropole.

Les accès de la station
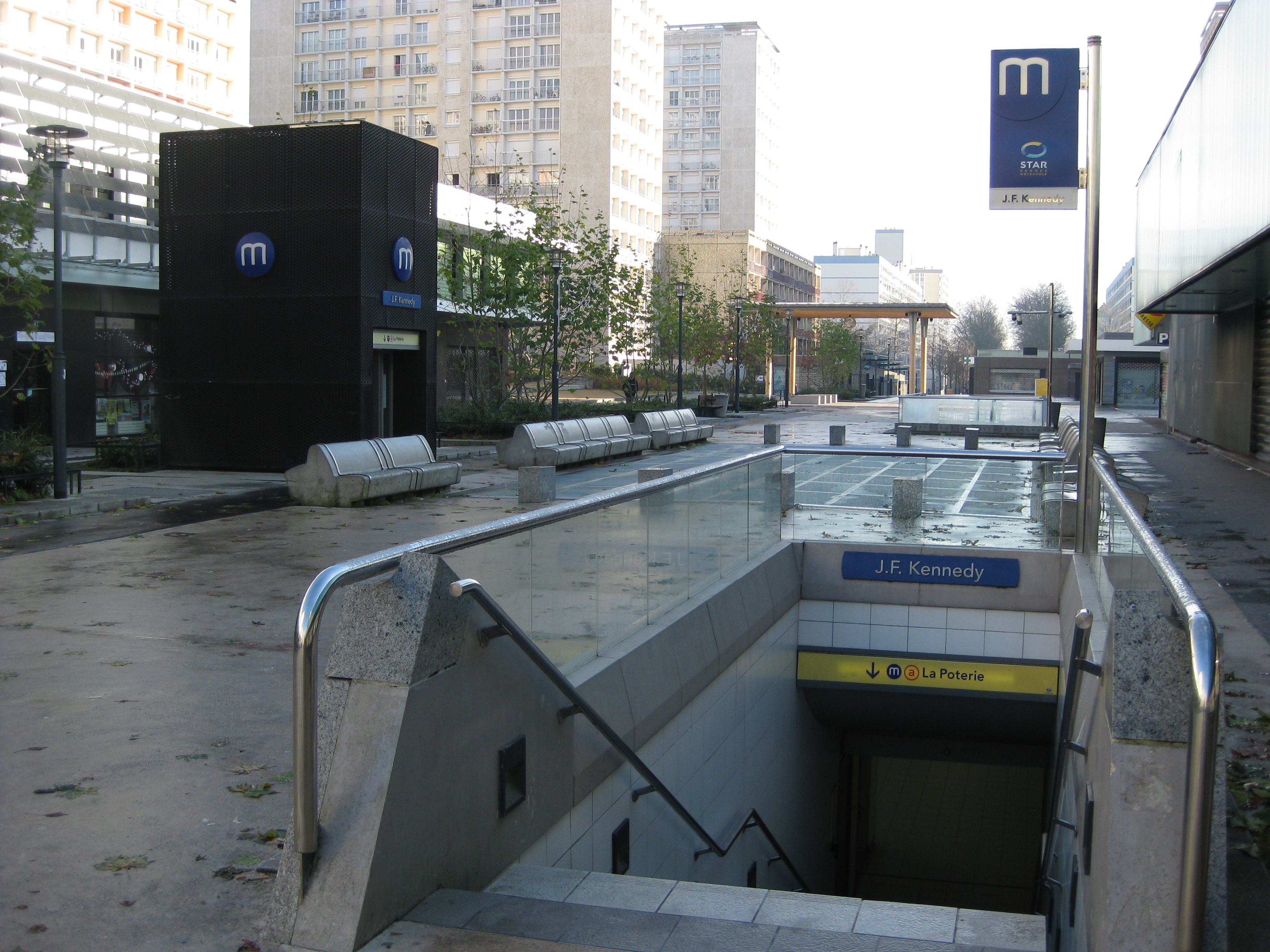
Vue vers l'est (avenue Winston Churchill).
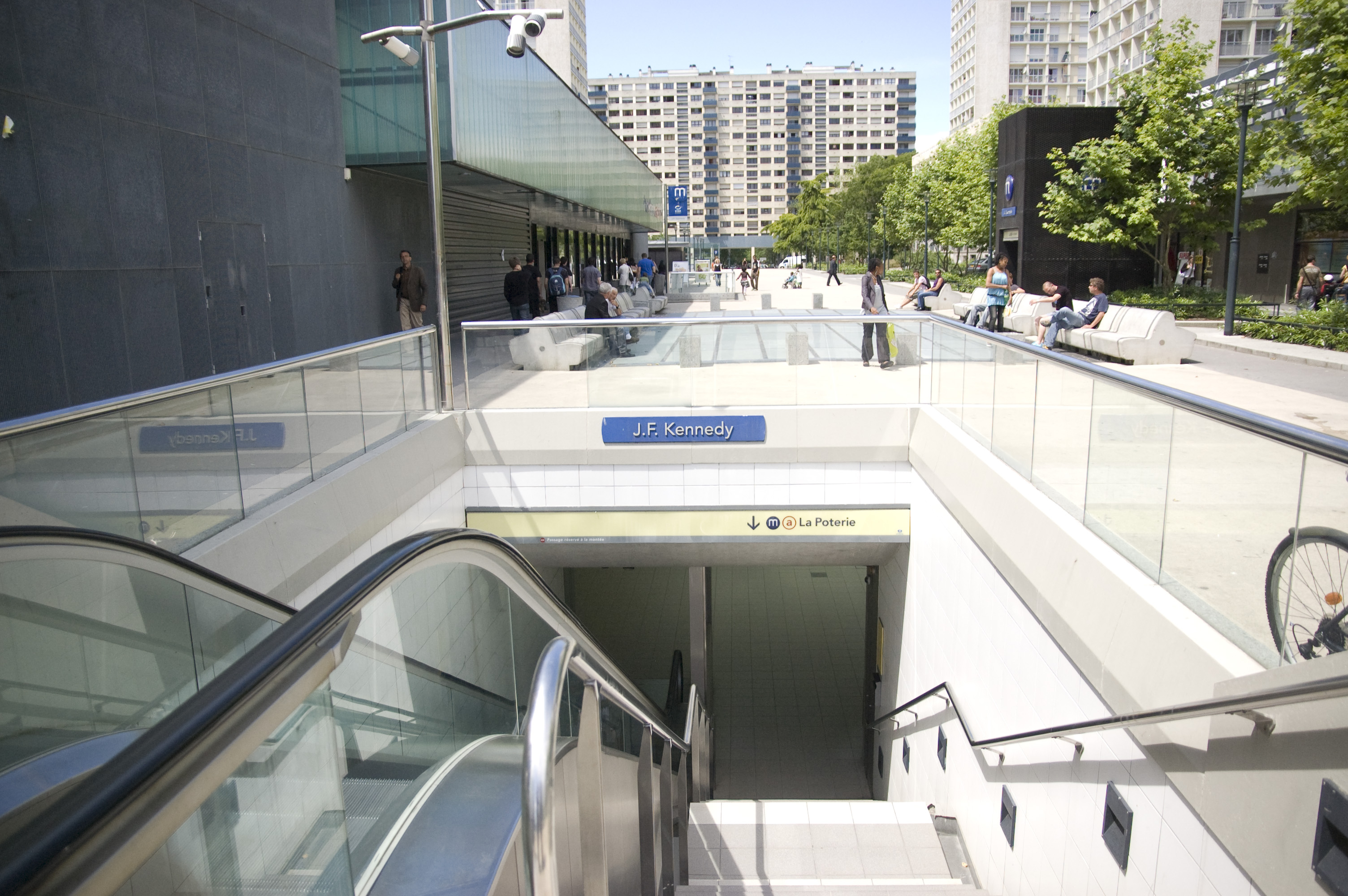
Vue vers l'ouest (boulevard d'Anjou).

### Desserte
J.F. Kennedy est desservie par les rames qui circulent quotidiennement sur la ligne A, avec une première desserte à 5 h 16 (7 h 26 les dimanches et fêtes) et la dernière desserte à 0 h 45 (1 h plus tard les nuits des jeudis aux vendredis, vendredis aux samedis et des samedis aux dimanches).

### Intermodalité
Un parc relais de près de 400 places existe à proximité de la station, à l'ouest sur le boulevard d'Anjou et un parc à vélos sécurisé C-Park Vélo de 38 places, situé quant à lui sur la dalle Kennedy.
La ligne ne dispose d'aucune correspondance directe mais à distance on retrouve au sud, à 150 m environ sur la rue du Bourbonnais, les lignes de bus 52, 65, 77, 81, 82 et 152ex à l'arrêt Bourbonnais et à l'est à 250 m environ les lignes de bus 12 et 14 à l'arrêt Cours Kennedy. Ce dernier arrêt est aussi celui desservi par le Bus relais métro, la navette mise en place en cas d'arrêt prolongé de la ligne.
La nuit, la station est desservie à distance par la ligne N1 à l'arrêt Kennedy / Guyenne, situé à 200 m environ à l'ouest à l'angle du boulevard d'Anjou et de l'avenue de Guyenne.

## Projet
La construction du deuxième quai et d'une arrière-gare rallongée de 160 mètres permettant le retournement et le stockage de sept rames est prévu pour voir les travaux débuter en 2025 pour une mise en service en 2028. Le coût de l'ensemble de cette opération est estimé en 2010 à 75 millions d'euros. La décision de modification a été confirmée lors du conseil du 20 mai 2010 de Rennes Métropole. Combiné à l'achat de six rames, le coût du projet est estimé, en 2018, à 85 millions d'euros et en 2025 à 139,70 millions d'euros,.
Le deuxième quai, d'une longueur de 28 m contre 30 m pour l'existant, sera réalisé en décalé de 52,60 m par rapport au quai existant afin de limiter l'impact sur les structures de la dalle Kennedy et du centre commercial. En outre, la dalle de verra devra être remplacée et mise aux normes anti-incendies, les panneaux de verre la constituant se dégradant avec le temps et des problèmes d'étanchéité ont été constatés.
Rennes Métropole engage une concertation publique à ce sujet en novembre 2020. Les travaux de déviation des réseaux souterrains débutent début 2024.
L'enquête publique est organisée entre le 10 juin et le 10 juillet 2024. Le commissaire-enquêteur a rendu un avis favorable en août 2024 et le projet est déclaré d'utilité publique le 6 janvier 2025. Le chantier débute officiellement le 7 avril 2025.

## À proximité
La station dessert notamment :
- la mairie annexe du quartier ;
- le campus de la Harpe, situé non loin ;
- un centre commercial (Carrefour Market) ;
- le parc du Berry.